# Пътен транспорт
Пътен транспорт означава транспорт по сухопътни безрелсови пътища или изобщо твърда наземна повърхност.
Служи основно за превоз на пътници и товари, като съответно според предназначението си бива пътнически, товарен, комбиниран транспорт.

## Транспортни пътища
За движение на безрелсови видове превозни средства е достатъчна всякаква равна твърда повърхност. При често движение пътищата се образуват сами, но качеството им обикновено е неустойчиво и неподходящо за безопасно пътуване с висока скорост.
За да се осигури бързо придвижване на войските (както и за други държавни нужди), като се преодолее задържането им заради разкалени пътища още в Древността (например в Персийската империя) започват да строят пътища с устойчива твърда настилка. Древноримските пътища вече се правят различно според тяхното предназначение и важност. По времето на Арабския халифат в Багдад улиците са с пътна настилка от чакъл, залят с катран. Шотландският инженер Джон Макадам (John McAdam) разработва и въвежда (ок. 1820) опростен метод за пътна настилка с чакъл, наречена на него „макадам“.
В днешно време централно място в него заема автомобилният транспорт (тоест превоз с автомобили), който изисква пътища с високо качество. В съвремието повечето от пътищата специално се строят, като се покриват с асфалт, бетон или друг подходящ материал.

## Превозни средства
Видовете превозни средства, участващи в транспорта, според способа им на задвижване могат да бъдат:
- моторни превозни средства – автомобили (автобуси и пр.), камиони, кари (мотокари и електрокари), селскостопански (трактори) и строителни машини (багери, фадроми, трактори), мотоциклети;
- превозни средства с животинска тяга – карети (каляски), файтони, пощенски и много местни карети, каруци и други коли;
- превозни средства с човешка тяга – рикши, колички (търговски, строителни и др.), велосипеди и т.н.